# Cuadrado de Rice Krispies

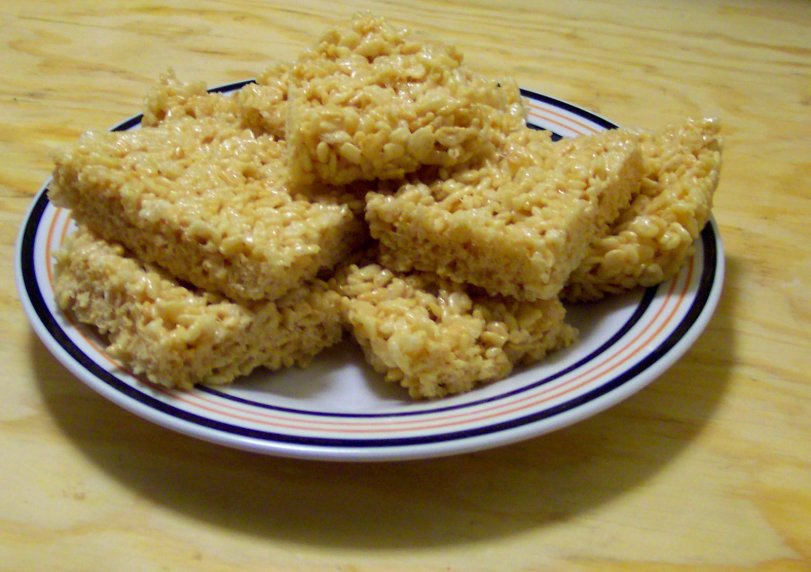
Cuadrados de Rice Krispies.

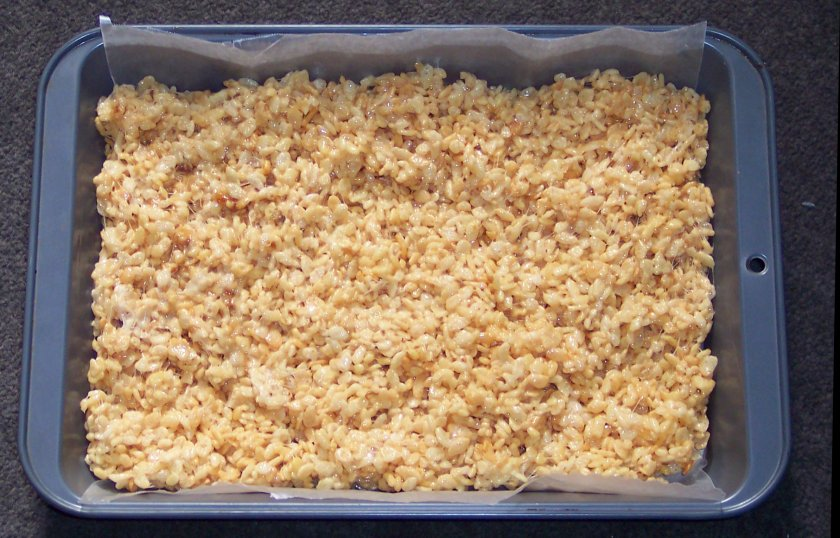
El dulce, antes de ser cortado en cuadrados.

El cuadrado, barra o dulce de Rice Krispies es un postre o aperitivo dulce hecho de Rice Krispies, mantequilla derretida y malvaviscos (marshmallows) fundidos. A veces se emplean versiones festivas del cereal y los masmelos para obtener versiones específicas de una época del año. A menudo se hacen artesanalmente, pero pueden encontrarse envasados en muchas tiendas bajo la marca Rice Krispies. 

## Origen
La receta fue inventada en 1939 por Mildred Day y el personal del Departamento de economía doméstica de la Kellogg Company como artículo para obtener fondos para las Camp Fire Girls.

## Variantes
Hay muchas variantes de este dulce: añadir caramelo en lugar de malvaviscos, añadir leche condensada a la mezcla antes de añadir los Rice Krispies, usar jarabe de maíz y mantequilla de cacahuete, añadir chips de chocolate, frutos secos, aromas, M&M's, etcétera.
Una variante es emplear chocolate en lugar de masmelos, recibiendo entonces el nombre de chocolate crackles.
Kellogg's produce actualmente variantes comerciales de las recetas con masmelos/malvaviscos y chocolate bajo los nombres Rice Krispies Treats (en los EE. UU. y México), Rice Krispies Squares (en Canadá y Gran Bretaña) y LCMs (en Australia y Nueva Zelanda).